# Cudillero
Cudillero (offiziell Cuideiru auf Asturisch) ist eine Gemeinde in der autonomen Region Asturien im Norden Spaniens. Das Gemeindegebiet wird im Norden begrenzt vom Kantabrischen Meer, im Süden von Salas, im Westen von Valdés und im Osten von Muros de Nalón. Die Stadt Cudillero ist Verwaltungssitz der gleichnamigen Gemeinde im Gerichtsbezirk Pravia. Die höchste Erhebung der Gemeinde ist der El Picón mit einer Höhe von 785 Metern über Normalhöhennull.

## Geschichte

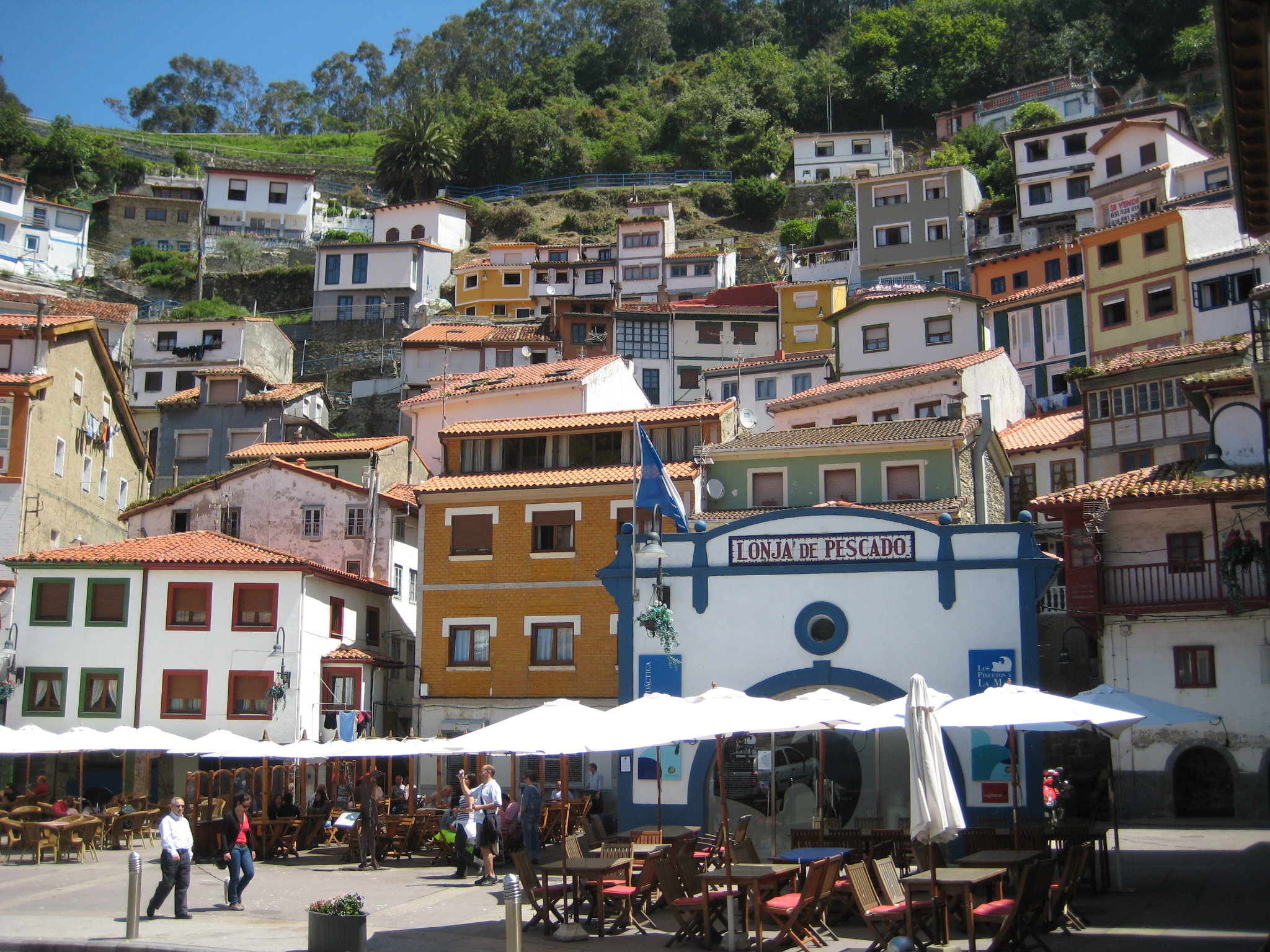
Cudillero

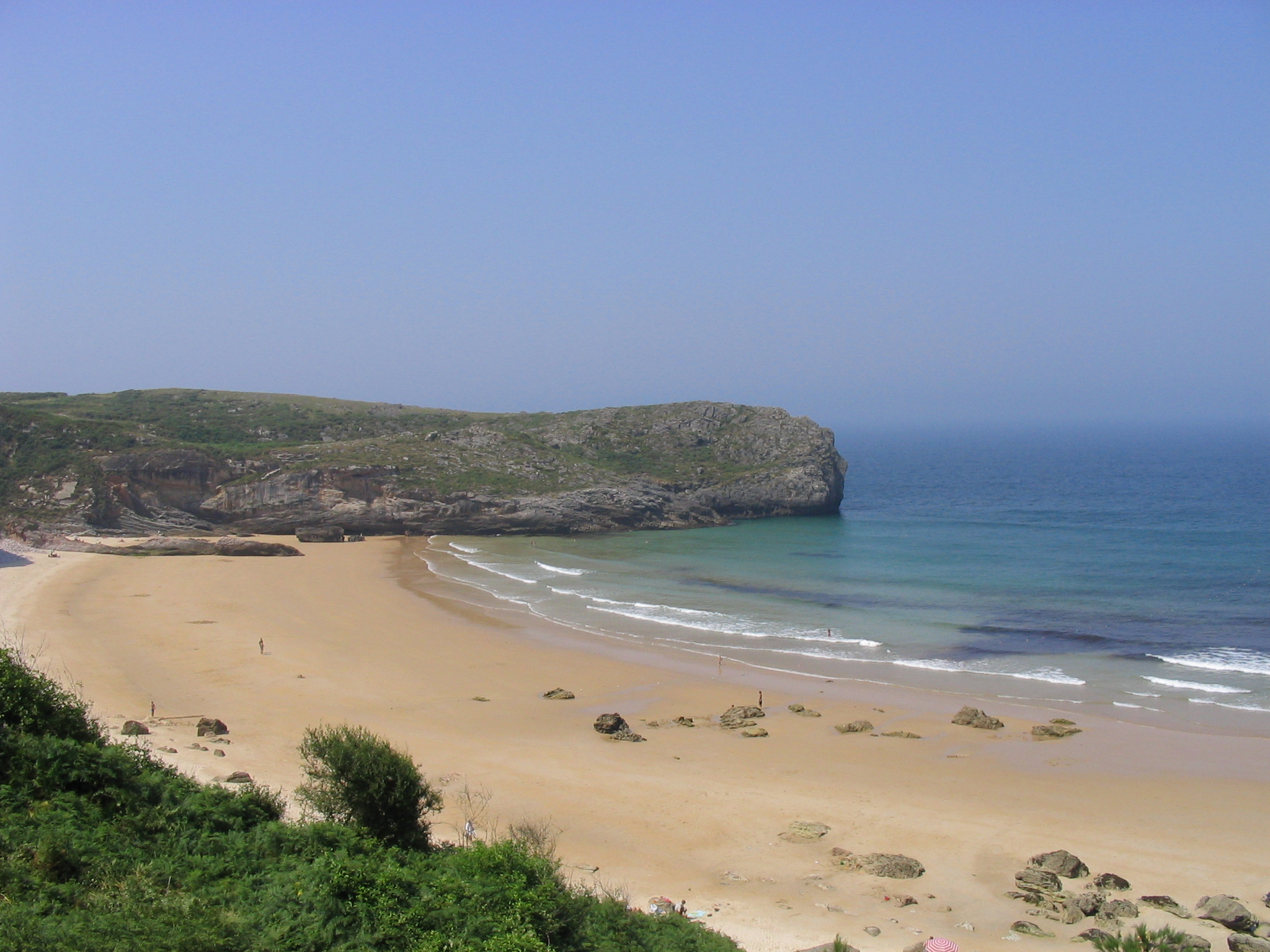
Playa de Ballota

Fahne der Gemeinde

Einer Legende zufolge wurde die Stadt von den Wikingern gegründet. Sicher ist jedoch eine deutlich frühere Besiedelung in der Steinzeit. In Cudillero wird ein völlig eigenständiger Dialekt, das sogenannte Pixueto, gesprochen. Reste von Wallburgen bestätigen in jedem Fall die Anwesenheit der Kelten / Westgoten.

## Wappen
- Wappenkrone: Kennzeichen eines Stadtwappens
- Schildhaupt, linke Flanke: Wappen der Familie Pravia mit den Linien Cuervo und Cuervo Aragan (spanisch cuervo bedeutet „Rabe“)
- Schildhaupt, rechte Flanke: Wappen der Familie Omaña
- Schildfuß: Symbol der Pfarrei San Pedro

## Wirtschaft
Hauptanteil mit weit über 60 % haben in dieser Region traditionell die Landwirtschaft sowie die Fischerei.
Kleine und mittelständische Unternehmen – vor allem in der Baubranche – sind in der ganzen Region anzutreffen. Den zweitgrößten Anteil haben die Verwaltungs- und Dienstleistungsbetriebe.
|                                   | Beschäftigte | Anteil in Prozent |
| --------------------------------- | ------------ | ----------------- |
| TOTAL                             | 1. 890       | 100               |
| Ackerbau, Viehzucht und Fischerei | 388          | 20, 53            |
| Industrie                         | 165          | 8, 73             |
| Bauwirtschaft                     | 274          | 14, 50            |
| Dienstleistungsbetriebe           | 1. 063       | 56, 24            |

## Politik
Die 13 Sitze des Gemeinderates verteilen sich wie folgt:
| Partei                      | 1979 | 1983 | 1987 | 1991 | 1995 | 1999 | 2003 | 2007 | 2011 | 2015 |
| PSOE                        | 0    | 3    | 4    | 8    | 10   | 11   | 10   | 10   | 8    | 5    |
| CD / AP / PP                | 6    | 8    | 6    | 3    | 2    | 2    | 2    | 3    | 3    | 5    |
| FAC                         |      |      |      |      |      |      |      |      | 2    | 1    |
| PCE / IU-BA / IU-Los Verdes | 5    | 1    |      |      |      |      | 1    |      |      |      |
| UCD / CDS / CAS             | 6    | 1    | 3    |      | 1    |      |      |      |      |      |
| AIC                         |      |      |      | 2    |      |      |      |      |      |      |
| Somos Cudillero/Cuideiru    |      |      |      |      |      |      |      |      |      | 1    |
| VpC                         |      |      |      |      |      |      |      |      |      | 1    |
| Total                       | 17   | 13   | 13   | 13   | 13   | 13   | 13   | 13   | 13   | 13   |

## Sehenswürdigkeiten
- El Palacio de los Selgas, Schloss
- La capilla del Humilladero, gotische Kapelle vom Ende des 16. Jahrhunderts
- Kirche San Pedro, gotische Kirche aus dem 16. Jahrhundert
- Kirche San Martín in Luiña aus dem 18. Jahrhundert
- Kirche Santa María de Soto in Luiña
- La casa rectoral, Heimatmuseum mit Kirchenschatz

## Feste und Feiern
- Fest des San Pedro (L’Amuravela) am 29. Juni
- Fischerprozession am 1. Juli (Tag des Pablín)

## Am Jakobsweg
Der Ort ist eine Station am Jakobsweg, dem Camino de la Costa. In Cudillero liegt die Pilgerherberge "Albergue de Peregrinos" «Soto de Luiña» - Soto de Luiña, s/n - 3156-Cudillero, die über 20 Plätze verfügt.
Die Telefonnummer der Gemeindeverwaltung lautet 985-59 00 03.

## Parroquias
Die Gemeinde ist in 9 Parroquias unterteilt:
- Ballota
- Cudillero
- Faedo
- Novellana
- Oviñana
- Piñera
- San Juan de Piñera
- San Martín de Luiña
- Soto de Luiña

## Bevölkerungsentwicklung
|                                                    |
| Quelle: INE - grafische Aufarbeitung für Wikipedia |